# Филиппи, Лука
Лу́ка Фили́ппи (итал. Luca Filippi, родился 9 августа 1985 года) — итальянский автогонщик. Вице-чемпион GP2 (2011), пилот IndyCar и Формулы-E.

## Карьера
В 2006, Филиппи начал участие в GP2 с FMS International, с которой он выиграл в прошлом году Итальянскую Формулу-3. Он перешёл в BCN Competición посреди сезона. В 2007, он продолжил выступать в GP2 вместе с Super Nova Racing и был одним из лучших.

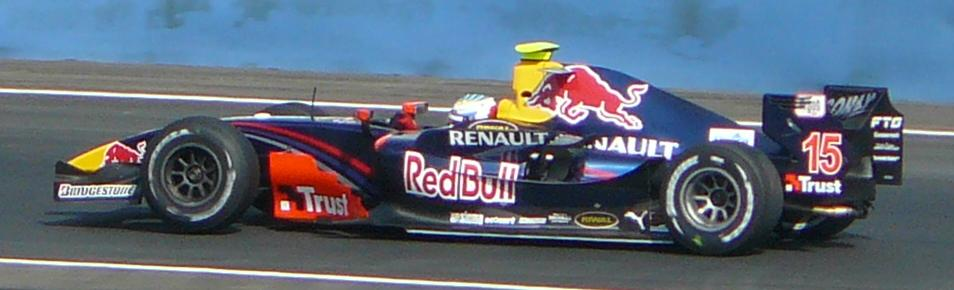
Филиппи управляет болидом Trust Team Arden на этапе в Валенсии сезона 2008 GP2.

14 ноября 2007, Филиппи тестировал Honda. 6 декабря, Филиппи тестировал Super Aguri, и был быстрее чем действующий пилот Такума Сато.
Филиппи выступал за ART Grand Prix первую половину Сезона 2008 GP2, вместе с Роменом Грожаном, перед этим он ездил за дебютировавшую команду Qi-Meritus Mahara выступавшую в сезоне 2008 GP2 Asia. Из-за безочковой первой половины сезона, ART уволила его и взяла Сакона Ямамото после 10 гонок. Двумя днями позднее Филиппи был подтверждён в качестве пилота Arden International, где он заменил Буурман, Йелмер. Он не смог улучшить свои результаты и закончил сезон девятым.
Филиппи вернулся в BCN Competición на Сезон 2008-09 GP2 Asia, но его заменили на Фабрицио Крестани из-за продажи команды после первого этапа.
В сезоне 2009 года серии GP2 он вернулся в команду Super Nova Racing и одержал последнюю победу в сезоне на автодроме Алгарве. Этот результат позволил ему подняться на пятое место в общем зачете чемпионата.
Филиппи подписал контракт с Team Meritus на участие в сезоне 2009-10 GP2 Asia Series, где занял второе место в турнирной таблице чемпионата, одержав первую победу в серии в Бахрейне.
Сезон 2010 года в серии GP2 Филиппи начал без контракта, но в середине сезона вернулся в Super Nova Racing, чтобы заменить травмированного Йозефа Краля. Он набрал пять очков в десяти гонках, после чего Краль вернулся в финале сезона и занял двадцатое место в чемпионате. В этот период Филиппи стал самым опытным гонщиком GP2 в истории серии, побив рекорд Хавьера Вильи - 82 участия в гонках.
Филиппи был приглашен в команду Scuderia Coloni на второй этап сезона GP2 Asia Series 2011 года после того, как их пилот Джеймс Джейкс решил переехать в США, чтобы продолжить карьеру в серии IndyCar. Филиппи снова вернулся в Super Nova Racing вместе с Файрузом Фаузи. После пяти этапов чемпионата Филиппи вернулся в Coloni, заменив Кевина Сескона. Он сразу же продемонстрировал хорошую форму, выиграв свою первую гонку за команду на Нюрбургринге, которая также стала его 100-й гонкой в серии. Он также выиграл спринтерскую гонку в Спа-Франкоршам и кольцевую гонку в Монце, что позволило ему занять второе место в чемпионате пилотов.
После почти годичного перерыва в GP2 Филиппи снова был вызван Coloni в качестве замены Стефано Колетти на домашнюю гонку чемпионата 2012 года в Монце. Несмотря на отсутствие опыта гонок в этом сезоне, Филиппи смог выиграть гонку. Он также завоевал поул-позицию на следующем (и последнем) этапе чемпионата в Сингапуре, но сильно разбил болид во время основной гонки и, таким образом, не смог стартовать в спринтерской гонке. Тем не менее, он все равно занял 16-е место в чемпионате пилотов, несмотря на то, что принял участие только в четырех из 24 гонок серии.

## Гоночная карьера
| Сезон | Серия                    | Команда                         | Гонки      | Поулы      | Победы     | Подиумы    | Очки       | Место      |
| 2005  | Итальянская Формула-3000 | Fisichella Motor Sport          | 8          | 4          | 4          | 6          | 65         | 1-й        |
| 2006  | GP2 Series               | Fisichella Motor Sport          | 6          | 0          | 0          | 0          | 2          | 19-й       |
| 2006  | GP2 Series               | BCN Competición                 | 12         | 0          | 0          | 0          | 5          | 19-й       |
| 2007  | GP2 Series               | Super Nova Racing               | 21         | 2          | 1          | 6          | 59         | 4-й        |
| 2008  | Формула-1                | Honda                           | Тест-пилот | Тест-пилот | Тест-пилот | Тест-пилот | Тест-пилот | Тест-пилот |
| 2008  | GP2 Asia Series          | Qi-Meritus Mahara               | 10         | 0          | 0          | 0          | 4          | 17-й       |
| 2008  | GP2 Series               | ART Grand Prix                  | 10         | 0          | 0          | 1          | 5          | 19-й       |
| 2008  | GP2 Series               | Arden International             | 10         | 0          | 0          | 0          | 1          | 19-й       |
| 2009  | GP2 Asia Series          | BCN Competición                 | 2          | 0          | 0          | 0          | 0          | НК         |
| 2009  | GP2 Series               | Super Nova Racing               | 21         | 1          | 0          | 4          | 40         | 5-й        |
| 2010  | GP2 Asia Series          | Team Meritus                    | 8          | 1          | 1          | 3          | 39         | 2-й        |
| 2010  | GP2 Series               | Super Nova Racing               | 10         | 1          | 0          | 0          | 5          | 20-й       |
| 2010  | Auto GP                  | Euronova Racing                 | 10         | 2          | 1          | 3          | 34         | 5-й        |
| 2011  | GP2 Asia Series          | Scuderia Coloni                 | 2          | 0          | 0          | 0          | 0          | 20-й       |
| 2011  | GP2 Series               | Super Nova Racing               | 10         | 0          | 0          | 1          | 9          | 2-й        |
| 2011  | GP2 Series               | Scuderia Coloni                 | 8          | 0          | 3          | 4          | 45         | 2-й        |
| 2011  | Auto GP                  | Super Nova Racing               | 12         | 1          | 1          | 6          | 127        | 2-й        |
| 2012  | GP2 Series               | Scuderia Coloni                 | 4          | 1          | 1          | 1          | 29         | 16-й       |
| 2013  | IndyCar Series           | Barracuda Racing                | 4          | 0          | 0          | 0          | 53         | 30-й       |
| 2014  | IndyCar Series           | Rahal Letterman Lanigan Racing  | 4          | 0          | 0          | 0          | 46         | 28-й       |
| 2015  | IndyCar Series           | Carpenter Fisher Hartman Racing | 10         | 0          | 0          | 1          | 182        | 21-й       |

### Результаты выступлений в GP2
| Легенда к таблице |                                                                    |
| --- | ------------------------------------------------------------------ |
| В таблице перечислены результаты всех гонок, в которых принимал участие гонщик. Строками таблицы являются сезоны, столбцами — этапы соревнований. В каждой клетке указаны сокращённое название этапа и результат, дополнительно обозначенный цветом. Расшифровка обозначений и цветов представлена в нижеследующей таблице. |                                                                    |
| \| Пример \| Описание \| \| ------------ \| ------------------------------------------------------------------ \| \| 1 \| Победитель \| \| 2 \| Второе место \| \| 3 \| Третье место \| \| 5 \| Финишировал, заработав очки \| \| Сход \| Не финишировал, но при этом заработал очки \| \| 12 \| Финишировал, не получив очков \| \| НКЛ \| Финишировал, но не попал в финальную классификацию \| \| 15 \| Участвовал вне зачёта, либо по отдельной классификации \| \| 18 \| Не финишировал, но попал в финальную классификацию \| \| Сход \| Не финишировал \| \| НКВ \| Не прошёл квалификацию \| \| НПКВ \| Не прошёл предквалификацию \| \| ДСК \| Дисквалифицирован \| \| ИСК \| Исключён из протокола соревнований \| \| ТТ \| Заявлен для участия только в тренировках \| \| НС \| Участвовал в квалификации, но не стартовал в гонке \| \| Т \| Травмирован или болен \| \| ОТК \| Отказ от участия \| \| НТР \| Прибыл на соревнования, но на трассу не выезжал \| \| НПР \| Был заявлен в числе участников, но не прибыл к началу соревнований \| \| О \| Соревнования отменены \| \| \| Не участвовал \| \| Поул-позиция \| \| \| Быстрый круг \| \| |                                                                    |
| Пример | Описание                                                           |
| 1 | Победитель                                                         |
| 2 | Второе место                                                       |
| 3 | Третье место                                                       |
| 5 | Финишировал, заработав очки                                        |
| Сход | Не финишировал, но при этом заработал очки                         |
| 12 | Финишировал, не получив очков                                      |
| НКЛ | Финишировал, но не попал в финальную классификацию                 |
| 15 | Участвовал вне зачёта, либо по отдельной классификации             |
| 18 | Не финишировал, но попал в финальную классификацию                 |
| Сход | Не финишировал                                                     |
| НКВ | Не прошёл квалификацию                                             |
| НПКВ | Не прошёл предквалификацию                                         |
| ДСК | Дисквалифицирован                                                  |
| ИСК | Исключён из протокола соревнований                                 |
| ТТ | Заявлен для участия только в тренировках                           |
| НС | Участвовал в квалификации, но не стартовал в гонке                 |
| Т | Травмирован или болен                                              |
| ОТК | Отказ от участия                                                   |
| НТР | Прибыл на соревнования, но на трассу не выезжал                    |
| НПР | Был заявлен в числе участников, но не прибыл к началу соревнований |
| О | Соревнования отменены                                              |
| | Не участвовал                                                      |
| Поул-позиция |                                                                    |
| Быстрый круг |                                                                    |

| Год  | Команда                        | 1          | 2          | 3          | 4         | 5          | 6          | 7        | 8        | 9          | 10         | 11         | 12         | 13         | 14         | 15         | 16         | 17         | 18         | 19         | 20         | 21      | ЛЗ | Очки |
| ---- | ------------------------------ | ---------- | ---------- | ---------- | --------- | ---------- | ---------- | -------- | -------- | ---------- | ---------- | ---------- | ---------- | ---------- | ---------- | ---------- | ---------- | ---------- | ---------- | ---------- | ---------- | ------- | -- | ---- |
| 2006 | Petrol Ofisi FMS International | ВАЛ 1 Сход | ВАЛ 2 Сход | САН 1 11   | САН 2 5   | ЕВР 1 Сход | ЕВР 2 Сход | ИСП 1    | ИСП 2    | МОН 1      |            |            |            |            |            |            |            |            |            |            |            |         | 19 | 7    |
| 2006 | BCN Competicion                |            |            |            |           |            |            |          |          |            | ВЕЛ 1 Сход | ВЕЛ 2 9    | ФРА 1 Сход | ФРА 2 Сход | ГЕР 1 21   | ГЕР 2 16   | ВЕН 1 12   | ВЕН 2 Сход | ТУЦ 1 10   | ТУЦ 2 Сход | ИТА 1 4    | ИТА 2 7 | 19 | 7    |
| 2007 | Super Nova Racing              | БАХ 1      | БАХ 2 3    | ИСП 1 Сход | ИСП 2 11  | МОН 1 4    | ФРА 1 4    | ФРА 2    | ВЕЛ 1 5  | ВЕЛ 2 7    | ЕВР 1 Сход | ЕВР 2 Сход | ВЕН 1 Сход | ВЕН 2 16   | ТУЦ 1 Сход | ТУЦ 2 7    | ИТА 1 2    | ИТА 2      | БЕЛ 1 2    | БЕЛ 2 7    | ВАЛ 1 18   | ВАЛ 2 6 | 4  | 59   |
| 2008 | ART Grand Prix                 | ИСП 1 11   | ИСП 2 Сход | ТУЦ 1 16   | ТУЦ 2 14  | МОН 1 Сход | МОН 2 12   | ФРА 1 10 | ФРА 2 3  | ВЕЛ 1 8    | ВЕЛ 2 Сход |            |            |            |            |            |            |            |            |            |            |         | 19 | 6    |
| 2008 | Trust Team Arden               |            |            |            |           |            |            |          |          |            |            | ГЕР 1 Сход | ГЕР 2 Сход | ВЕН 1 15   | ВЕН 2 НКЛ  | ЕВР 1 8    | ЕВР 2 13   | БЕЛ 1 19   | БЕЛ 2 Сход | ИТА 1 Сход | ИТА 2 Сход |         | 19 | 6    |
| 2009 | Super Nova Racing              | ИСП 1 4    | ИСП 1 7    | МОН 1 Сход | МОН 2 НКЛ | ТУЦ 1 2    | ТУЦ 2 Сход | ВЕЛ 1 14 | ВЕЛ 2 16 | ГЕР 1 Сход | ГЕР 2 18   | ВЕН 1 6    | ВЕН 2      | ЕВР 1 7    | ЕВР 2 Сход | БЕЛ 1 Сход | БЕЛ 2 Сход | ИТА 1 Сход | ИТА 2 Сход | АЛГ 1 2    | АЛГ 2 1    |         | 5  | 40   |

#### Результаты выступлений в GP2 Asia
| Легенда к таблице |                                                                    |
| --- | ------------------------------------------------------------------ |
| В таблице перечислены результаты всех гонок, в которых принимал участие гонщик. Строками таблицы являются сезоны, столбцами — этапы соревнований. В каждой клетке указаны сокращённое название этапа и результат, дополнительно обозначенный цветом. Расшифровка обозначений и цветов представлена в нижеследующей таблице. |                                                                    |
| \| Пример \| Описание \| \| ------------ \| ------------------------------------------------------------------ \| \| 1 \| Победитель \| \| 2 \| Второе место \| \| 3 \| Третье место \| \| 5 \| Финишировал, заработав очки \| \| Сход \| Не финишировал, но при этом заработал очки \| \| 12 \| Финишировал, не получив очков \| \| НКЛ \| Финишировал, но не попал в финальную классификацию \| \| 15 \| Участвовал вне зачёта, либо по отдельной классификации \| \| 18 \| Не финишировал, но попал в финальную классификацию \| \| Сход \| Не финишировал \| \| НКВ \| Не прошёл квалификацию \| \| НПКВ \| Не прошёл предквалификацию \| \| ДСК \| Дисквалифицирован \| \| ИСК \| Исключён из протокола соревнований \| \| ТТ \| Заявлен для участия только в тренировках \| \| НС \| Участвовал в квалификации, но не стартовал в гонке \| \| Т \| Травмирован или болен \| \| ОТК \| Отказ от участия \| \| НТР \| Прибыл на соревнования, но на трассу не выезжал \| \| НПР \| Был заявлен в числе участников, но не прибыл к началу соревнований \| \| О \| Соревнования отменены \| \| \| Не участвовал \| \| Поул-позиция \| \| \| Быстрый круг \| \| |                                                                    |
| Пример | Описание                                                           |
| 1 | Победитель                                                         |
| 2 | Второе место                                                       |
| 3 | Третье место                                                       |
| 5 | Финишировал, заработав очки                                        |
| Сход | Не финишировал, но при этом заработал очки                         |
| 12 | Финишировал, не получив очков                                      |
| НКЛ | Финишировал, но не попал в финальную классификацию                 |
| 15 | Участвовал вне зачёта, либо по отдельной классификации             |
| 18 | Не финишировал, но попал в финальную классификацию                 |
| Сход | Не финишировал                                                     |
| НКВ | Не прошёл квалификацию                                             |
| НПКВ | Не прошёл предквалификацию                                         |
| ДСК | Дисквалифицирован                                                  |
| ИСК | Исключён из протокола соревнований                                 |
| ТТ | Заявлен для участия только в тренировках                           |
| НС | Участвовал в квалификации, но не стартовал в гонке                 |
| Т | Травмирован или болен                                              |
| ОТК | Отказ от участия                                                   |
| НТР | Прибыл на соревнования, но на трассу не выезжал                    |
| НПР | Был заявлен в числе участников, но не прибыл к началу соревнований |
| О | Соревнования отменены                                              |
| | Не участвовал                                                      |
| Поул-позиция |                                                                    |
| Быстрый круг |                                                                    |

| Год     | Команда           | 1          | 2          | 3         | 4        | 5          | 6          | 7          | 8        | 9        | 10         | 11    | 12    | ЛЗ  | Очки |
| ------- | ----------------- | ---------- | ---------- | --------- | -------- | ---------- | ---------- | ---------- | -------- | -------- | ---------- | ----- | ----- | --- | ---- |
| 2008    | Qi-Meritus Mahara | ОАЭ 1 5    | ОАЭ 2 Сход | ИНЗ 1 ДСК | ИНЗ 2 21 | МАЗ 1 Сход | МАЗ 2 Сход | БАХ 1 Сход | БАХ 2 11 | ОАЭ 1 12 | ОАЭ 2 Сход |       |       | 17  | 4    |
| 2008-09 | BCN Competición   | КИТ 1 Сход | КИТ 2 Сход | ОАЭ 1     | ОАЭ 2    | БАХ 1      | БАХ 2      | КАТ 1      | КАТ 2    | МАЗ 1    | МАЗ 2      | БАХ 1 | БАХ 2 | НКЛ | 0    |